# Cesano Maderno
Cesano Maderno – miasto i gmina we Włoszech, w regionie Lombardia, w prowincji Monza i Brianza.
Według danych na rok 2004 gminę zamieszkiwały 32 802 osoby, 2982 os./km².